# Portada/efemèride gener 30
Douglas Engelbart
« 29 de gener · 30 de gener · 31 de gener »